# Sous-Préfecture de Carnot
Sous-Préfecture de Carnot är en subprefektur i Centralafrikanska republiken.   Den ligger i prefekturen Mambéré-Kadéï, i den västra delen av landet, 300 km väster om huvudstaden Bangui. Antalet invånare är 54 551.
I omgivningarna runt Sous-Préfecture de Carnot växer huvudsakligen savannskog. Runt Sous-Préfecture de Carnot är det glesbefolkat, med 10 invånare per kvadratkilometer.